# جزیره
 جَزیره (معرب گزیرک پارسی)یا آبخوست یا آداک یک خشکی است گِرداگِردش را آب فرا گرفته باشد.

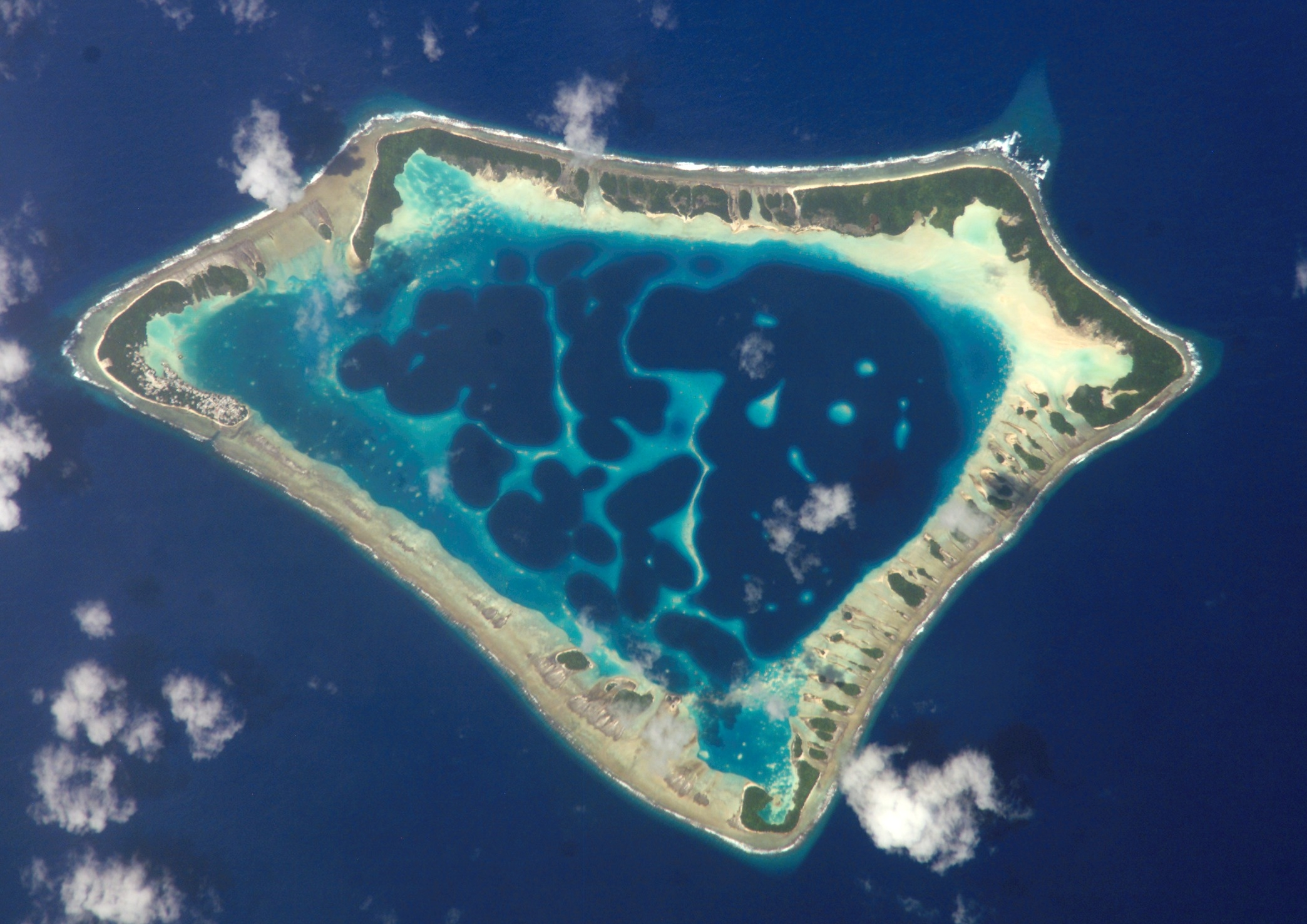
خوست آتافو در توکلائو

یک جزیره می‌تواند در یک رودخانه یا یک دریاچه یا ممکن است در کنار ساحل باشد. یک گروه از جزیره‌ها مجمع الجزایر نامیده می‌شوند. مانند فیلیپین. بزرگترین جزیرهٔ جهان گرینلند است با ۲٬۱۷۵٬۵۹۰ کیلومتر مربع پهناوری که بخشی از خاک کشور دانمارک شمرده می‌شود.
البته استرالیا با مساحت ۷٬۶۸۶٬۸۵۰ کیلومتر مربع از گرینلند بزرگتر است ولی از نظر زمین‌شناسی یک قاره محسوب می‌گردد.
دو نوع اصلی از جزیزه‌ها وجود دارد: جزیره‌های قاره‌ای و جزیره‌های اقیانوسی.

## جزیره‌های ایران
حدود ۴۰ جزیره ایرانی خلیج فارس در حوزه سیاسی سه استان بوشهر، خوزستان و هرمزگان قرار دارند که بیش از نیمی از آن‌ها غیرمسکونی هستند. همچنین در دریای کاسپین نیز یک جزیره ایرانی وجود دارد. جزیره شیطان نیز که جزیره‌ای بسیار کوچک در دریای عمان است، در حوزه سیاسی استان سیستان و بلوچستان قرار گرفته‌است.

## تمایز قاره‌ها و جزیره‌ها
گرینلند بزرگ‌ترین جزیره جهان با مساحت بیش از ۲٫۱ میلیون کیلومتر مربع است، در حالی که استرالیا، کوچکترین قاره جهان، با مساحت ۷٫۶ میلیون کیلومتر مربع است، اما هیچ استانداردی که جزیره‌ها را از قاره متمایز سازد وجود ندارد.
بین جزیره‌‌ها و قاره‌ها از لحاظ زمین‌شناسی تفاوت است. قاره‌ها بزرگترین جزیره‌های قاره‌ای هستند؛ استرالیا در لتیوسفر قاره‌ای و صفحه تکتونیکی خود (صفحه استرالیا) قرار دارد. در مقابل، جزیره‌ها متعلق به یک صفحه قاره‌ای هستند که حاوی زمین‌های بزرگتر است؛ به عنوان مثال، گرینلند که در صفحه آمریکای شمالی قرار دارد.

## انواع جزیره‌ها

### جزیره‌های قاره‌ای
جزیره‌های قاره‌ای بخشی از ایوان قاره هستند. مثل بورنئو، جاوه، سوماترا، ساخالین، تایوان و هاینان از آسیا.
گینه نو، تاسمانی و جزیره کانگارو استرالیا؛ بریتانیا، ایرلند و سیسیل از اروپا.
گرینلند، نیوفاندلند، لانگ آیلند و جزیره سبل در شمال آمریکا؛ و باربادوس، جزایر فالکلند و ترینیداد در جنوب آمریکا.

### جزیره‌های اقیانوسی
جزیره‌های اقیانوسی جزیره‌هایی هستند که روی ایوان قاره قرار ندارند و در قفسه‌های قاره‌نشین نشسته‌اند. اکثریت قریب به اتفاق آتشفشان‌ها از جمله جزیره‌های سنت هلن در اقیانوس اطلس جنوبی جزیره‌های اقیانوسی هستند. جزیره‌های اقیانوسی که آتشفشانی نیستند از لحاظ زمین شناختی زمانی به وجود می‌آیند که در آنجا حرکات پلاک‌ها باعث افزایش سطح کف اقیانوس‌ها می‌شود. نمونه‌هایی از سنگ‌های سنت پیتر و پل نمونه‌هایی در اقیانوس اطلس و جزیره مک‌کواری در اقیانوس آرام است.
یک نوع جزیره اقیانوس آتشفشانی در قوس جزیره آتشفشانی یافت می‌شود. این جزایر از آتشفشان‌ها به وجود می‌آیند که در آن فرورفتگی یک صفحه زیر دیگری رخ می‌دهد. نمونه‌هایی جزیره‌های آلیوتی، جزیره‌های ماریانا و اکثر تونگا در اقیانوس آرام. تنها نمونه‌های موجود در اقیانوس اطلس، بعضی از آنتیل‌های کوچک و جزیره‌های جورجیای جنوبی و ساندویچ جنوبی.

### جزیره‌های گرمسیری

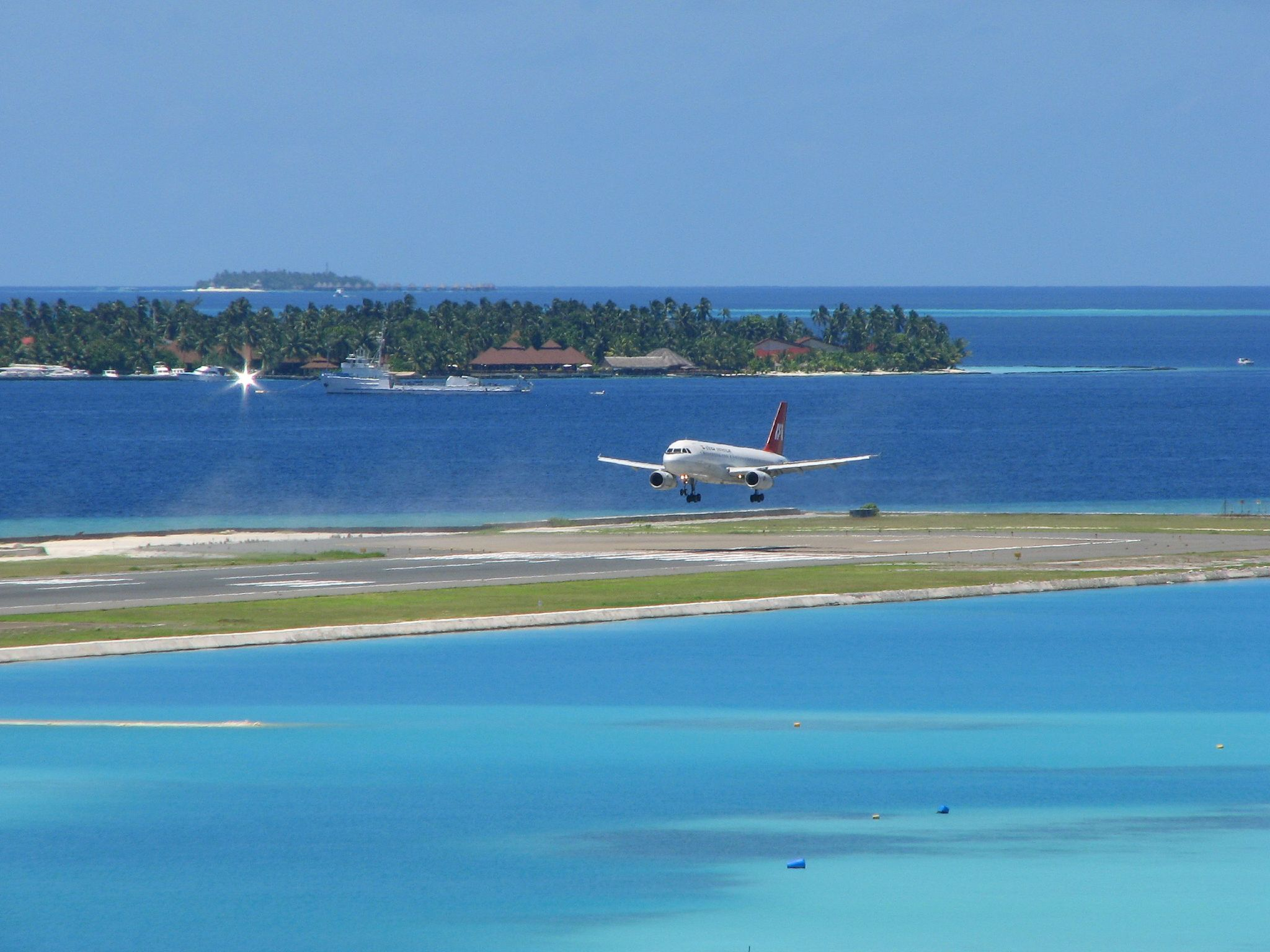
فرود هواپیما در فرودگاه بین‌المللی ابراهیم نصیر

تقریباً ۴۵٬۰۰۰ جزیره گرمسیری با مساحت حداقل ۵ هکتار (۱۲ جریب فرنگی) وجود دارد. نمونه‌هایی از جزیره‌های صخره‌های مرجانی شامل مالدیوها، تونگا، ساموا، نائورو و پولینزی است. جزیره‌های گرانیتی شامل سیشل و تایتان و جزیره‌های آتشفشانی مانند سنت هلن است.
تنوع اجتماعی و اقتصادی جزیره‌های گرمسیری از جوامع سن سنگ در داخل ماداگاسکار، بورنو و پاپوآ گینه نو به شیوه‌های پیشرفته ای از شهرها و جزیره‌ها مانند سنگاپور و هنگ کنگ متفاوت است.
گردشگری بین‌المللی عامل مهمی در اقتصاد بسیاری از جزیره‌های گرمسیری از جمله سیشل، سریلانکا، موریس، رئونیون، هاوایی، و مالدیو است.

### جزیره‌های مصنوعی
تقریباً تمام جزیره‌های زمین طبیعی هستند و توسط نیروهای تکتونیکی یا فوران آتشفشانی شکل گرفته‌اند. با این حال، جزیره‌های  مصنوعی (ساخت انسان) نیز وجود دارد، مانند فرودگاه بین‌المللی کانسیای در جزیره اوزاکا از جزیره ژاپن.
جزیره‌های مصنوعی می‌توان با استفاده از مواد طبیعی (به عنوان مثال، زمین، سنگ، یا شن و ماسه) یا آن‌هایی که مصنوعی (ساخته شده از بتن اسلب یا بازیافت زباله) ساخت. بعضی وقت ها   جزیره‌های طبیعی به‌طور مصنوعی بزرگ شده‌اند، مانند جزیره Vasilyevsky در شهر روسیه سنت پترزبورگ.

## کوچکترین جزیره‌ها
کوچکترین جزیره‌های دنیا که به عنوان کشورهای مستقل نیز شناخته می‌شوند به ترتیب عبارتند از:
- نائورو
- تووالو
- جزایر مارشال
- مالدیو
- مالت
- سنت وینسنت و گرنادین
- سنت کیتس و نویس
- باربادوس
- آنتیگوا و باربودا

## بزرگترین‌های جزیره‌ها
- بزرگترین جزیره: گرینلند
- بزرگترین جزیره در یک دریاچه: جزیره مانیتولین
- بزرگترین جزیره در رودخانه: جزیره بنانال
- بزرگترین جزیره در آب شیرین: ماراژو
- بزرگترین جزیره شن و ماسه‌ای: جزیره فریزر
- بزرگترین جزیره غیرمسکونی: جزیره دون
- پرجمعیت‌ترین جزیره: جاوه، اندونزی
- جزیره به اشتراک گذاشته‌شده توسط بیشترین تعداد کشورها: بورنو (برونئی، اندونزی، مالزی)
- جزیره با بلندترین نقطه: گینه نو (پونچاک جیا، ۴۸۸۴ متر)، اندونزی
- شمالی‌ترین جزیره: جزیره Kaffeklubben
- جنوبی‌ترین جزیره (که کاملاً توسط یخ دائمی احاطه نشده): جزیره راس
- جزیره دارای پرجمعیت‌ترین شهر: جزیره هونشو، ژاپن (توکیو)
- دورافتاده‌ترین جزیره (از نزدیک‌ترین خشکی): جزیره بووه
- جزیره دارای تاریخی‌ترین سکونتگاه شناخته‌شده: سوماترا (غار لیدا آیر)، اندونزی
- قشم  : بزرگترین جزیره‌ی غیر مستقل جهان که در ایران واقع شده